# Margot Shumway
Margot Shumway (ur. 2 sierpnia 1979 w Cincinnati) – amerykańska wioślarka.

## Osiągnięcia
- Mistrzostwa Świata – Gifu 2005 – czwórka podwójna – 5. miejsce[1].
- Igrzyska Olimpijskie – Pekin 2008 – czwórka podwójna – 5. miejsce[1].
- Mistrzostwa Świata – Poznań 2009 – jedynka – 13[1].